# Удмурт дунне

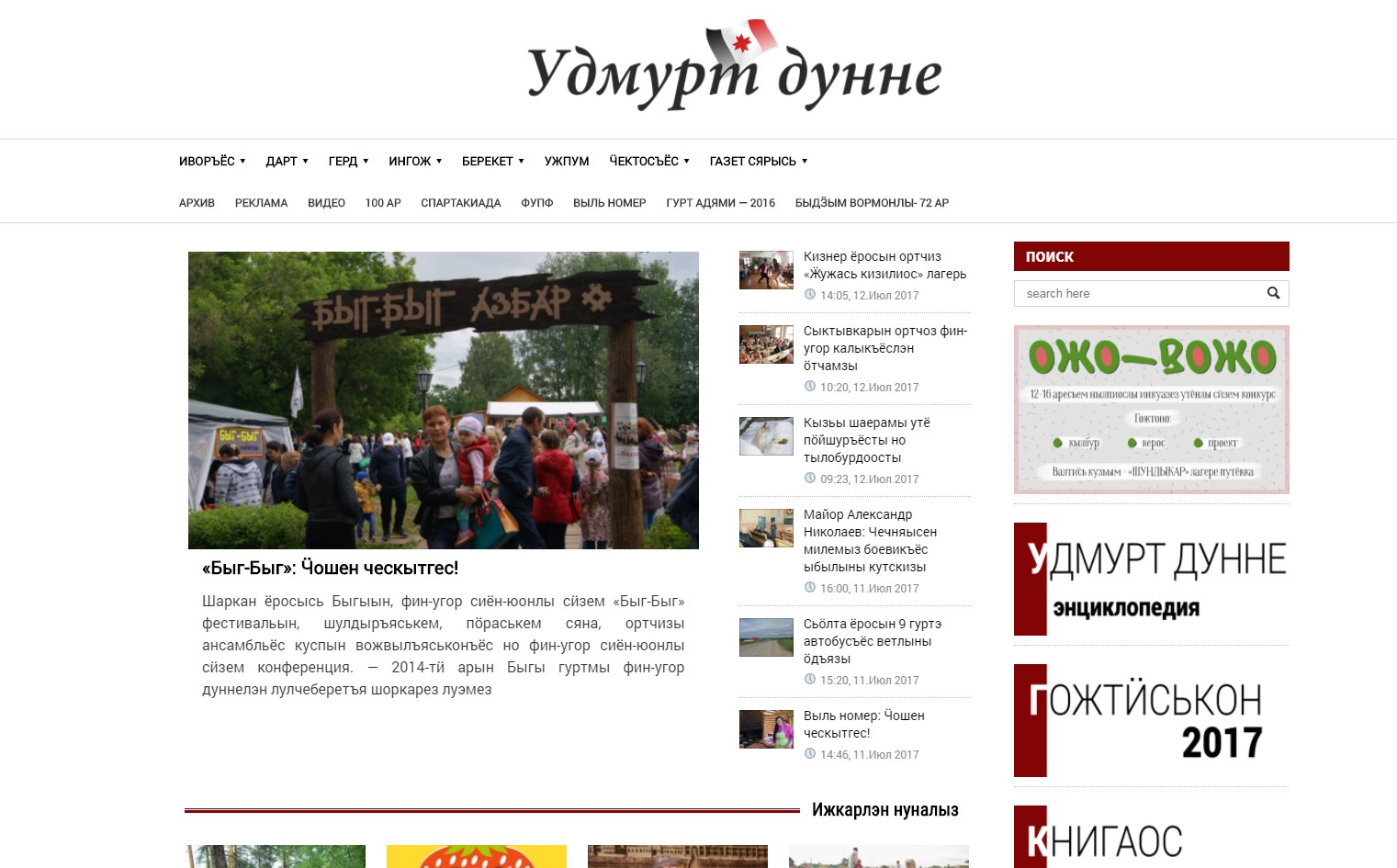
Начальная страница сайта газеты

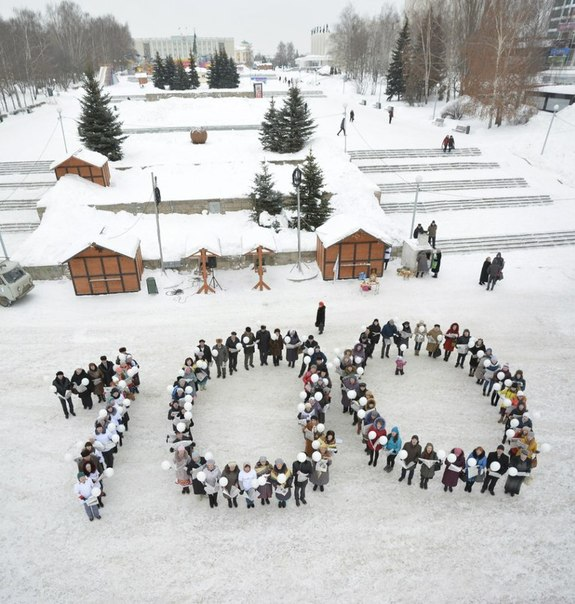
Юбилей газеты «Удмурт дунне»

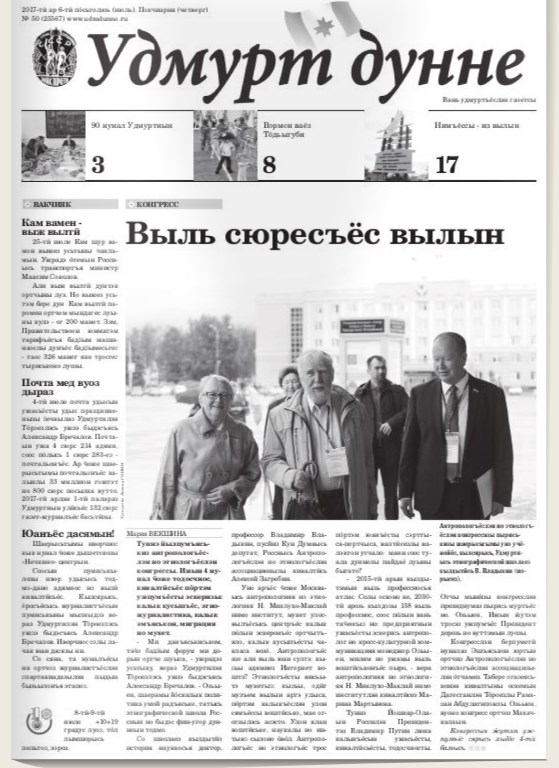
Обложка газеты

Удму́рт дунне́ (рус. «Удмуртский мир») — республиканская общественно-политическая газета на удмуртском языке, издающаяся в Удмуртской Республике. Газета освещает общественно-политические события, происходящие в республике, а также публикует материалы по истории и культуре удмуртов.
Учредителями газеты являются Правительство и Государственный Совет Удмуртской Республики.

## История
Газета основана в 1918 году под названием «Гудыри» (рус. Гром). Первый выпуск вышел 31 октября в Елабуге. В годы Гражданской войны издание прекратилось, возобновившись в январе 1920 года. С марта 1921 года газета печаталась в Глазове, с июля 1921 года — в Ижевске. В 1921 году газета фактически стала печатным органом Удмуртского обкома РКП(б). 2 декабря 1924 годы вышел в свет 500-й номер газеты. С 12 марта 1930 года публиковалась под названием «Удмурт коммуна», с ноября 1943 года — «Советской Удмуртия». Современное название носит с 1 января 1992 года. По состоянию на 2012 год газета является наиболее массовым финно-угорским изданием в России.
Тираж газеты в 1918 году составлял 40 тыс. экземпляров, в 1920 году — 171 тыс., в 1921 году — 166 тыс., в 1923 году — 162 тыс., в 1924 году — 436 тыс., в 1928 году — 2 тыс., в 1968 году — 22 тыс., в 1997 году — 10 тыс., в 2006 году — 21 тыс., в 2010 году — 10 тыс. экземпляров.
В 1967 году редакция была награждена дипломом ВДНХ СССР 1-й степени, в 1968 году — орденом «Знак Почёта».
В газете работали удмуртские писатели М. А. Лямин, С. А. Самсонов, К. Е. Ломагин; поэты В. М. Михайлов (главный редактор газеты «Советской Удмуртия» с 1967 по 1987 гг.), С. П. Широбоков и др.

## Редакторы

### «Гудыри» (1918—1930) Елабуга, Сарапул, Глазов, Иж
- Борисов Трофим Кузьмич (1918—1919)
- Волков Иосиф (1918)
- Баграшов Пётр Николаевич (1921—1923)
- Майоров Даниил Афиногенович (1923)
- Корепанов Дмитрий Иванович (1923—1928)
- Постников И. И. (1924)
- Бурбуров Степан Михайлович (1929)

### «Удмурт коммуна» (1930—1943)
- Калинин Иван Григорьевич (1929—1930)
- Ворончихин Иван Тихонович (1931)
- Волков Макар Иосифович (1931—1934)
- Ипатов Н. П. (1934—1935)
- Кильдебеков Пётр Васильевич (1935—1936)
- Русских Пётр Митрофанович (1936—1937)
- Волков А. Г. (1937)
- Невоструев С. С. — (1937)
- Корепанов А. Ф. — (1937)
- Тронин
- Разенов Николай Петрович (1937—1939)
- Кутявин Иона Фёдорович (1939—1940)
- Хохряков Николай Максимович (1940—1941)
- Бутолин А. С. (1941—1943)

### «Советской Удмуртия» (1943—1991)
- Бутолин Андрей Сергеевич (1943—1948)
- Яшин Пётр Михайлович (1948—1961)
- Стрижов Алексей Артемьевич (1961—1963)
- «Советской Удмуртия» огазеямын «Удмуртская правда» газетэн. Удмурт кылын потӥсь (Советской Удмуртия" газетъя воштӥсьёс — Стрижов (1963-65) но Михайлов (1965—1967)
- Михайлов Василий Михайлович (1967—1987)

### «Удмурт дунне» (с 1992 года)

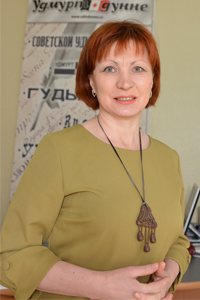
Главный редактор З. К. Рябинина

- Комаров Анатолий Ермолаевич 1987—1994
- Шкляев Алексей Петрович 1994—2010
- Рябинина Зинаида Кирилловна с 2010 года

## Современность
Учреждение финансируется за счёт средств бюджета Удмуртской Республики в виде субсидий на финансовое обеспечение выполнения государственного задания. Кроме государственных заданий учреждение по своему усмотрению вправе выполнять работы, оказывать услуги, относящиеся к его основной деятельности, для граждан и юридических лиц за плату и на одинаковых условиях.
«Удмурт дунне» является общественно-политическим изданием. На титуле каждого выпуска присутствует надпись «Вань удмуртъёслэн газетсы» («Всеудмуртская газета»). В газете освещаются темы сельского хозяйства, национальной политики, культуры, образования, спорта, социальной жизни. Популярной среди читателей являются рубрики «Удмурт кизилиос» / «Тӧр шорын» (интервью с известными удмуртскими деятелями) и «Сю сюрес» (репортажи из захолустных удмуртских деревень).
С 2010 года «Удмурт дунне» начала издавать ежемесячный выпуск «Герд» — газету Всеудмуртской ассоциации «Удмурт Кенеш». Выпуск полностью посвящен национальной тематике: истории, языку, культуре, литературе, деятельности удмуртских общественных организаций. Выпуск финансирует заказчик — Общественная организация «Удмурт Кенеш». С начала 2011 года редакцией был запущен выпуск «Дарт» — ежемесячный выпуск для молодежи. С начала 2012 года выходит литературный выпуск «Ингож» («Небесная строка»).
В 1992 году в редакции работали 73 человека. В 2010-х годах штат включал 30 человек. В настоящее время[когда?] в редакции фактически работает 24 человека, в том числе 9 корреспондентов.
Объём газеты составляет 32 страницы форматом А3 в неделю. Такой объём сохраняется с 1992 года. С 2013 года периодичность выпуска была сокращена до 2 раз в неделю. Тираж газеты «Удмурт дунне» на начало 2015 года составляет 4350 экз. Наблюдается тенденция ежегодного снижения подписчиков от 500 до 1000 чел.